# 2023 en Nouvelle-Zélande
Cet article présente les faits marquants de l'année 2023 en Nouvelle-Zélande.

## Évènements
- 19 janvier : la première ministre Jacinda Ardern annonce sa démission pour le 7 février.
- 22 janvier : le Parti travailliste au pouvoir élit à l'unanimité le ministre de l'Éducation et de la Fonction publique Chris Hipkins pour succéder à Jacinda Ardern à la tête du parti après sa démission. Chris Hipkins devient le 41e Premier ministre de la Nouvelle-Zélande[1].
- 20 juillet au 20 août : Coupe du monde féminine de football 2023 en Australie et en Nouvelle-Zélande.
- 20 juillet : trois personnes sont tuées dans une fusillade sur un chantier de construction dans le quartier central des affaires d'Auckland[2].
- 14 octobre : élections législatives. La défaite annoncée des travaillistes se confirme dans les urnes, amenant Chris Hipkins à la reconnaitre dès le soir du scrutin. Arrivé largement en tête, le Parti national se retrouve en position de force pour former un gouvernement de coalition avec ACT New Zealand, éventuellement élargi à Nouvelle-Zélande d'abord.